# Кинхайм
Кинхайм (нем. Kinheim) — община в Германии, в земле Рейнланд-Пфальц. 
Входит в состав района Бернкастель-Витлих. Подчиняется управлению Крёф-Баузендорф.  Население составляет 794 человека (на 31 декабря 2010 года). Занимает площадь 9,07 км².